# Дім Бернарди Альби (фільм)
«Дім Бернарди Альби» — радянський телефільм 1981 року, знятий режисером Бідзіною Чхеїдзе на кіностудії «Грузія-фільм».

## Сюжет
Телефільм за мотивами однойменної п'єси іспанського поета та драматурга Федеріко Гарсіа Лоркі. Щойно овдовіла багата селянка Бернарда Альба, веліла своїм дочкам вісім років носити жалобу. Протягом цього часу вони не мають права не лише думати про шлюб, а й виходити на вулицю. Заборона не стосується лише найстаршої доньки, яка має нареченого — красеня циган. Про нього мріють усі сестри, але він закоханий у молодшу… Розібратися в складному клубку пристрастей, суперництва, ревнощів та кохання — непросте завдання, підвладне лише досвідченому глядачеві.

## У ролях
- Олена Йоселіані — Альба
- Зейнаб Боцвадзе — Ангустіас, дочка Альби
- Анна Наріманідзе — Магдалена, дочка Альби
- Тамара Кірікашвілі — Амелія, дочка Альби
- Манана Сурмава — Мартіріо, дочка Альби
- Нінель Чанкветадзе — Адела, дочка Альби
- Нана Мчедлідзе — Понсія, служниця
- Берта Хапава — служниця
- Веріко Анджапарідзе — Марія-Хосефа, душевнохвора сестра Альби
- Картлос Марадішвілі — Пепе, наречений
- Жужуна Дугладзе — знайома Альби
- Юрій Васадзе — дон Артуріо
- Ліа Капанадзе — дочка Альби

## Знімальна група
- Режисер — Бідзіна Чхеїдзе
- Сценарист — Бідзіна Чхеїдзе
- Оператор — Олександр Гвасалія
- Композитор — Яків Бобохідзе
- Художник — Нодар Сулеманашвілі